# Gastromicans levispina
Gastromicans levispina är en spindelart som först beskrevs av Pickard-Cambridge F. 1901.  Gastromicans levispina ingår i släktet Gastromicans och familjen hoppspindlar. Inga underarter finns listade i Catalogue of Life.